# Gogreve zu Telgte

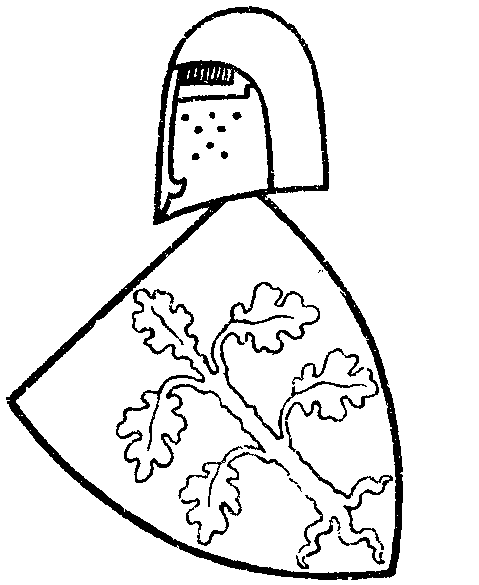
Wappen der Gogreve zu Telgte im Wappenbuch des Westfälischen Adels

Gogreve (lateinisch Gogravius) ist der Name eines westfälischen Adelsgeschlechts zu Telgte.
Die Familie ist zu unterscheiden von den minden-ravensbergischen Gogreve und den westfälisch-waldeckschen Gaugreben.
Ob die 1237, 1246 und 1262 auftretenden Gogreve zu Ahlen (lateinisch gogravius de Alen) ein eigenständiges Geschlecht oder stammverwandt mit einer der genannten Familien waren, ist nicht bekannt.

## Geschichte
Mit dem Beinamen Gogreve tritt das Geschlecht erstmals mit Bernardode Sudbeke gogravio de Telghet im Jahr 1238 auf. Sudbeke war offenbar der ursprüngliche Familienname, der im Laufe der Zeit durch Gogreve, eigentlich ein Amtstitel (Gograf), abgelöst wurde. Der Name Sudbeke erscheint erstmals bereits 1206 mit Bernard von Sudbeke, Zeuge einer Urkunde des Münsteraner Bischofs Otto. Sudbeke bezeichnete einen Hof im Kirchspiel Telgte, direkt vor Telgte. 1298 verkauften der Knappe Hermannus dictus van der Beke, seine Ehefrau Elisabeth und ihre Kinder das freie Gut Sutbeke bei Telgte (curtem dictam Sutbeke sitam iuxta oppidum nostrum in Telget) an das Domkapitel zu Münster. Weitere frühe Nennungen von Familienmitgliedern der Sudbeke waren Wezelinus de Suthbeke (1209), Lutgerus de Sutbeke (1217), Ludger und Bernard von Suthbeke (1223) sowie Bernardus miles de Suthbeke (1226).
1240 werden Gottfried, Gograf in Telgte, und seine Brüder (Godefrido gogravio de Telgeth et fratribis suis) in einer Urkunde des Edelherrn Bernhard von der Lippe genannt. In gleicher Urkunde erscheint auch ein aufgrund der Zeugenreihenfolge offenbar älterer Bernhardo de Suthbike. Der 1246 als Zeuge für den Münsteraner Bischof Ludolf von Holte erscheinende Godefridus Gogravius de Telget dürfte mit dem 1240er Gottfried identisch sein. Unter den Zeugen findet sich ferner ein Hermannus de Sudbeke, dem Namen nach ein Verwandter des Gografen. Ein Jahr später (1247) treten Gerhardus dictus Brune gogravius de Telget et fatres sui als Zeugen für Bischof Ludolf auf. In einer Urkunde von 1254 begegnen die Ritter Hermanno de Sutbeke  und  Arnoldo fratre gogravii de Telget, d. h. Arnold, der Bruder des Gogreve zu Telgte. 1296 bekundete Abt Petrus zu St. Clemens in Iburg, dass Ludgardis, Witwe des Arnold Gogreve von Telgte, dem Kloster Marienfeld den Everhard vom Hofe zu Springhe geschenkt habe.
Godfridus Gogravius zu Telgte verkaufte im Oktober 1312 seinen Kotten Ubbenkothe sowie wenig später im Dezember 1312 das Erbe Hollenhus, beides im Kirchspiel Ostbevern. 1316 trat derselbe zwei Mal als Zeuge auf, 1323 ein weiteres Mal. Es folgten weitere Verkäufe. 1325 verkaufte er (Godevert de Gogreve) sein Haus to Hart im Kirchspiel Ostbevern an das Kloster Rengering im heutigen Milte, 1332 als Gottfried, Gogreve van Telghet, das Dychus, Kirchspiel Ostbevern, und den Sunderkotten an Hermann Lusth von Langen. Bürge für letzteren Verkauf war u. a. auch ein Gerhard de Gogreve, vermutlich sein Sohn. Denn zwei Jahre später, 1334, verkauften Godfridus gogravius in Telghet, seine Frau Jutta, seine Söhne Gherhardus, Godfridus und seine Töchter Hillegundis, Ghertrudis, Elyzabeth und Mechthildis dem Propst, Dechanten und ganzen Kapitel zu Münster das iudicium gograviatus in Telghet, d. h. das Gografengericht in Telgte, und die freie Wohnung in Telgte mit allem Zubehör, wie sie es von der münsterschen Kirche zu Lehen trugen, für 300 Mark münstersche Pfennige. Als Pfand stellten die Verkäufer ihre Mansen Bochorne und Rodenkerce im Kirchspiel Telgte. Es siegelten Godfridus und seine Söhne Gerhard und Suederus (Schweder) sowie die Münsteraner Bischof Ludwig II. Die Siegel von Gottfried und Sweder zeigen den Baumsetzling, das Siegel von Gerhard den Schild mit Turnierkragen und Balken.
Die Gografschaft wurde nach dem Ankauf durch das Kapitel zu Münster immer wieder neu an andere Familien vergeben. Die Gogreve zu Telgte dagegen scheinen mit dem Verkauf ihren Sitz in Telgte verloren zu haben. Ein Jahr später (1334) war Vater Gottfried verstorben (Gotfrydo quondam gogravio in Telghet). Danach werden die Nachrichten zur Familie in Telgte seltener. 1339 tritt noch einmal der Knappe Schweder de Gogreve als Holzgreve über die Mark zu Ostbevern auf. 1353 erscheint Gert der Gogreve von Telget unter den genannten Zeugen einer Urkunde. Damit enden die Nachrichten zur Familie in Telgte. Stattdessen erscheinen nun vermutlich verwandte Gogreve zu Gut Langerwiesche bei Ibbenbüren. So 1547 ein Goeddert Gogreve tor Langenwyesch und 1570 Claus Gogreve zu Langewiesche und seine Frau Christine. Die Gogreve zu Langerwiesche blühten noch 1621.

## Wappen
Die Gogreve zu Telgte führten parallel zwei verschiedene Wappen:
1. Im Schild ein ausgerissener Baumsetzling (Eichensetzling?) (siehe oben).
2. Schild gespalten. Links in Silber an den Seiten anstoßender Turnierkragen von drei Latzen, rechts in Gold drei rote Balken. Auf dem rot-golden bewulsteten Helm mit rot-silbernen Decken fünf Turnierlanzen mit blauen Pfeilspitzen und roten Wimpeln.

Der Schild mit Turnierkragen und Balken wurde auch von den mutmaßlich verwandten Gogreve zu Gut Langewiesche  geführt.

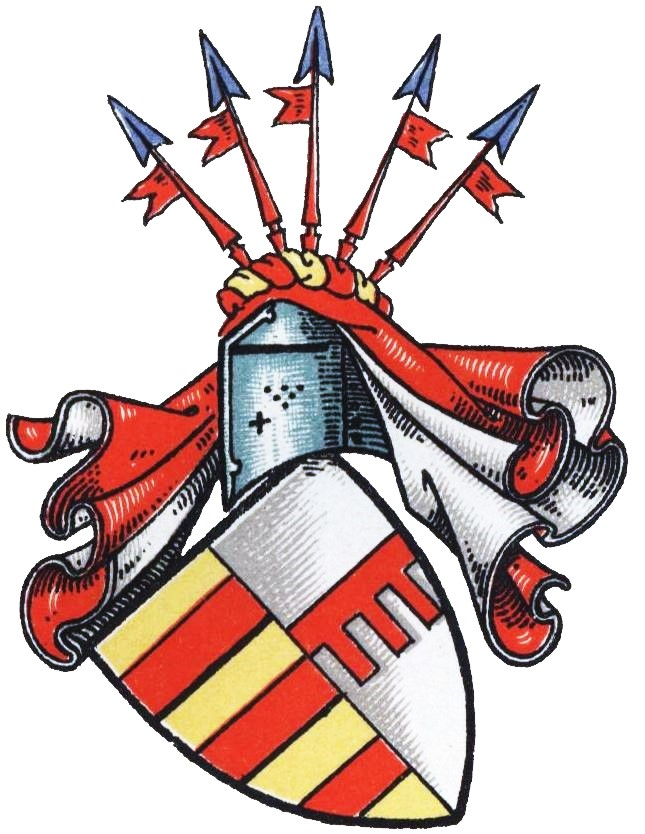
Wappen der Gogreve zu Langewiesche
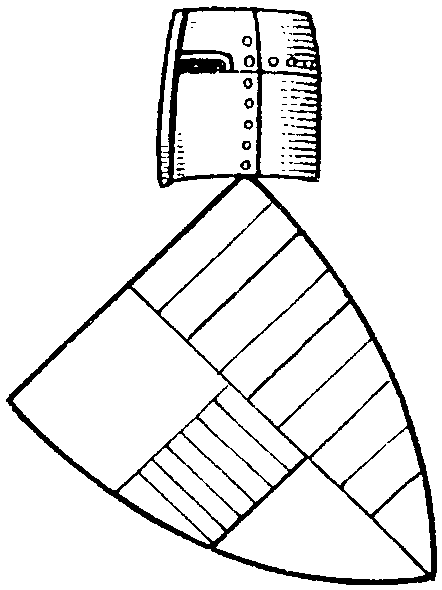
Wappen der Gogreve zu Telgte

Einen identischen Schild mit Baumsetzling führten die Glaen aus dem ca. 30 Kilometer entfernten Glane, Bad Iburg. Ein junger Eichenbaum (allerdings im Boden verwurzelt) ist auch das alte Stadtwappen von Telgte, erstmals belegt aus dem Jahr 1275 als Siegel des Richters Hermann zu Telgte mit der Umschrift Sigulum Civitatis de Telget. Das gleiche Siegel findet sich zum Beispiel auch an einer Urkunde des Telgter Richters Ludolf Span aus dem Jahr 1337.

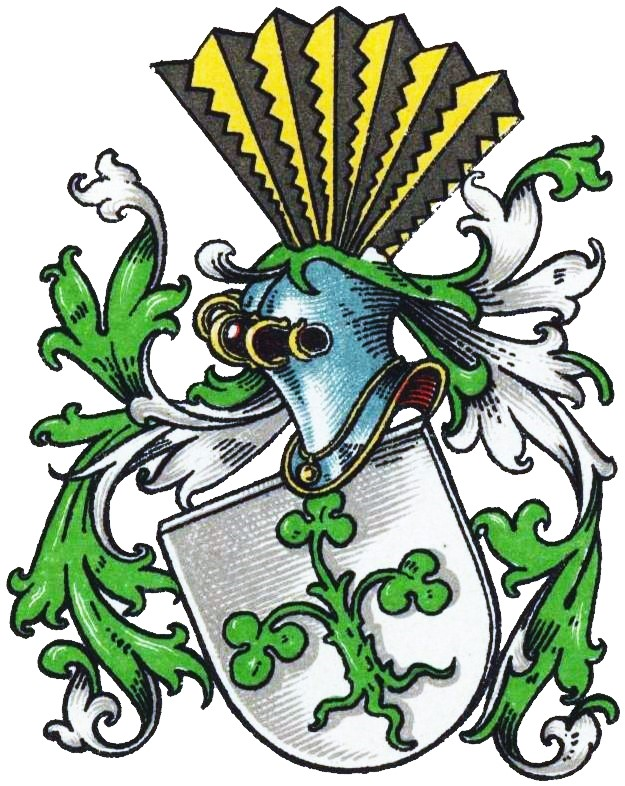
Wappen derer von Glaen im Wappenbuch des Westfälischen Adels
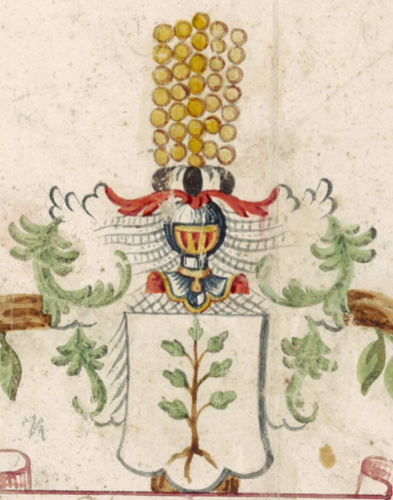
Wappen derer von Glaen in einer Adelsprobe vom Ende des 18. Jahrhunderts
Wappen der Stadt Telgte